# Balluncar
Balluncar es una localidad de la provincia de Soria, partido judicial de Almazán Comunidad Autónoma de Castilla y León, en España. Pertenece al municipio de Almazán.

## Geografía
Se sitúa a 45 km al sur de la capital de la provincia y a 201 km de Madrid.

## Historia
De Balluncar es Sor Gustavo María, nacida en 1949, enfermera, matrona, misionera seglar en Perú y después, ya como Hermana de la Caridad (en la orden de la Madre Teresa de Calcuta), destinada en Maputo (Mozambique), India, Johannesburgo (Sudáfrica).
A mediados del siglo XVIII este lugar del señorío del marqués de Almazán y conde de Altamira tenía nueve vecinos; había doce casas habitadas y trece arruinadas. En el censo figuran nueve labradores y un guarda de ganados.
A la caída del Antiguo Régimen la localidad se constituye en municipio constitucional en la región de Castilla la Vieja, partido de Almazán que en el censo de 1842 contaba con 15 hogares y 61 vecinos.
A mediados del siglo XIX este municipio desaparece porque se integra en Cobertelada.

## Demografía
Balluncar contaba a 1 de enero de 2010 con una población de 9 habitantes, 6 hombres y 3 mujeres.
| Gráfica de evolución demográfica de Balluncar entre 2000 y 2017                                  |
|                                                                                                  |
| Población de derecho (2000-2017) según los censos de población del INE a 1 de enero de cada año. |

## Economía
Destaca la industria de la ganadería y la agricultura.

## Monumentos
- Iglesia de Nuestra Señora de Catalañazor: La iglesia parroquial de Nuestra Señora de Calatañazor, del siglo XIII, tiene en su interior una sencillísima pila bautismal con tan solo un bocel en su borde superior como decoración. Tal advocación, similar a una iglesia de Almazán, hace pensar que fue repoblada por gente de Calatañazor a finales del siglo XII.

## Arqueología
En el paraje el Parpantique, a 1.062 m de altitud, se han encontrado restos cerámicos del Bronce Antiguo-Medio, lo que viene a testimoniar un doblamiento diferente a los asentamientos en cuevas y al aire libre en zonas llanas o cerca de los ríos, puesto que estamos ante un tipo de asentamiento muy elevado y de configuración estratégica que permite una defensa fácil. Posiblemente debió haber cabañas con silos que acogían grandes vasijas de cerámica de gruesas paredes que estaban introducidas en tierra, a juicio de M Luisa Revilla Andía. En el Museo Numantino y en las antiguas escuelas de Balluncar se guardan los restos cerámicos recogidos.
La coloración dominante es oxidante y oscila del marrón oscuro al rojo, sin que estén ausentes los tonos grises y negros van decorados con digitaciones, ungulaciones e incluso en una ocasión con puntos, en la parte superior del borde; también frecuentemente sus paredes exteriores aparecen decoradas con cordones dispuestos horizontalmente que separan el cuello y el cuerpo, bien cordones que se cruzan perpendicularmente o bien en motivos orlados y circulares, que llevan impresiones de digitaciones y ungulaciones. Algunos fragmentos presentan pezones con digitaciones; estos elementos a veces sirven como elementos sustentantes, e incluso se disponen al lado del borde formando orejetas, resume Revilla Andía.
La cronología para este yacimiento, como hemos dicho, se fecha en el Bronce Antiguo, entre 1800-1700 a. C., ya en el Bronce Medio.

## Fiestas
Sus fiestas de verano son el penúltimo fin de semana de agosto con la suelta de la motovaca ya de madrugada inclusive. Celebran a San Marcos (25 de abril) y a Santa Isabel.

## Cultura
La localidad contaba con una escuela, la cual se cerró años atrás por no haber gente suficiente.

## Curiosidades
1886: Nomenclátor Diocesano:
"Este pueblo, que otros escriben Bayuncar, y Valluncar, pertenece al partido de Almazán, de cuya villa dista una legua, siete de Sigenza, y veintinueve de Burgos, su audiencia antigua, y Capitanía general. Tiene escuela de ambos sexos dotada con 250 pesetas, anuales, casa y retribuciones, Iglesia parroquial aneja de la de Cobertelada, fuente de buenas aguas, una dehesa boyal y 20 casas próximamente, todas de humilde construcción. Se halla situado en llano, al pie de una extensa cordillera, por la cual corren liebres y conejos al par que los animales dañinos duermen en sus escondrijos, esperando, la llegada de algún rebaño para mermarlo cruelmente. Su término, por el que corre el arroyo Pesquéra, se halla enclavado entre los de La Miñosa, Frechilla, Torremediana, y Cobertelada, produciendo trigo, y algunas legumbres: la ganadería, no es muy numerosa. Comunica por Soria, su provincia, y audiencia de inscripción, por Almazán, Lubia y Rábanos, distando de ella, unas siete leguas próximamente".
1909: Nomenclátor de Blasco
"BALLUNCAR O VALLUNCAR, que de ambas maneras lo vemos escrito, pertenece al partido de Almazán, separado una legua; dista siete de Sigenza, su diócesis, y veinte y nueve de la Audiencia Territorial de Burgos. Corresponde á la Capitanía General de Zaragoza, y comunica con Soria por La Miñosa, Almazán. Lubia y Rábanos o bien por ferrocarril de Almazán. Tiene escuela de ambos sexos con la dotación anual de 500 pesetas, casa y retribuciones; iglesia parroquial servida por al párroco de Cobertelada como filial suya; fuente de buenas aguas; una dehesa boyal, y 16 casas de humilde construcción.
Enumera 162 almas que vienen agregadas al municipio de Cobertelada, y se halla situado en llano al pie de una extensa cordillera por la que discurren liebres y conejos á la par acaso que las raposas y los lobos desde sus escondrijos la aproximación de algún rebaño para mermarlo cruelmente.
El término, por el cual se precipita el arroyo Pesquera, se halla enclavado entre los de La Miñosa, Frechilla, Torremediana y Cobertelada, y produce trigo, centeno, cebada, legumbres, patatas y heno para la ganadería. Esta no es muy numerosa, pero concurre con sus rendimientos a los desvelos del agricultor".